# Krassi
Krassi este o arie protejată (arie specială de conservare — SAC, sit de importanță comunitară — SCI) din Estonia întinsă pe o suprafață de 80,3 ha, integral pe uscat.

## Localizare
Centrul sitului Krassi este situat la coordonatele 59°20′39″N 23°46′26″E / 59.3442°N 23.7739°E.

## Înființare
Situl Krassi a fost declarat sit de importanță comunitară în aprilie 2004 pentru a proteja 1 specie de animale. Situl a fost protejat și ca arie specială de conservare în decembrie 2005.

## Biodiversitate
Situată în ecoregiunile boreală și marină baltică, aria protejată conține 2 habitate naturale: Recifuri, Insulițe și insule mici din Baltica boreală.
La baza desemnării sitului se află o specie protejată de  mamifere: Halichoerus grypus.